# Alberto María de Agostini
Alberto María de Agostini (Pollone, 2 de noviembre de 1883 - Turín, 25 de diciembre de 1960 a los 77 años) fue un misionero salesiano  de Don Bosco, fotógrafo, documentalista, montañista y geógrafo italiano.

## Misión
Arribó a Punta Arenas (Chile) en febrero de 1910, donde desarrolló labores propias de su Congregación. Organizó expediciones a la Tierra del Fuego, donde exploró por primera vez picos que se conocían solamente a través de algunos mapas y donde, además, descubrió otras cumbres, muchas de las cuales deben su nombre al misionero salesiano. Logró llegar a la cima del Monte Olivia, en Ushuaia, Argentina. También entró en contacto con los indígenas australes: los selknam, a quienes describió en varias obras y retrató por medio de numerosas fotografías, los yámana, alacalufes, tehuelches y araucanos. Hizo varias denuncias públicas contra quienes cometían crímenes contra los aborígenes.

## Obras

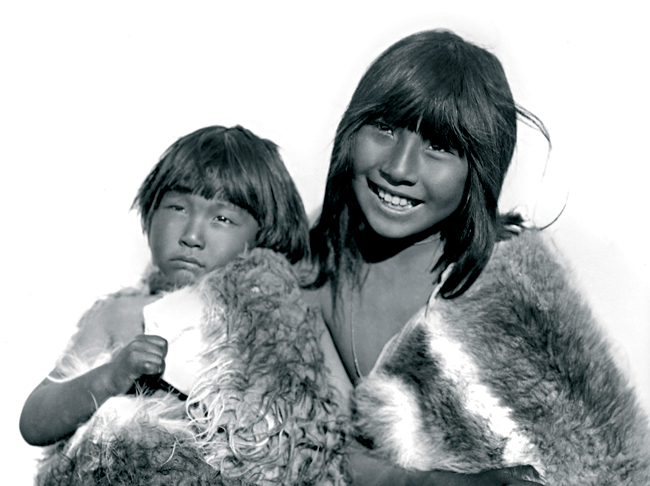
Niños selknam que fueron la preocupación principal de Alberto María de Agostini.

Como fotógrafo hizo un trabajo exhaustivo documentando gráficamente paisajes naturales de una zona casi desconocida hasta entonces, y las tribus de naturales del lugar. Su obra obtuvo premios en Italia y Brasil, y se hicieron exposiciones en varias ciudades de Chile.
Como escritor, y en muchos de los casos, como fotógrafo también, publicó una veintena de libros:
- I miei viaggi nella Terra del Fuoco - Turín, 1.ª ed., 1923, traducida al alemán, al húngaro y al castellano (Milán, 1929), reeditada muchos años después con el nombre 30 años en Tierra del Fuego, con datos actualizados y ampliaciones.[2]
- Andes patagónicos[3][4]
- edición=1 año= 1949  Nahuel Huapi Bellezas naturales de los Andes Patagónicos editor= A. m. de Agostini Buenos Aires.
- Andes patagónicos : viajes de exploración a la cordillera patagónica austral (1945)
- El Cerro Lanín y sus alrededores: Parque nacional(1941)
- Paisajes magallánicos. Itinerarios turísticos. (Punta Arenas, 1945);
- Mi primera expedición al interior de la cordillera patagónica meridional (Buenos Aires, 1931)
- La naturaleza en los Andes de la Patagonia Septentrional. Lagos Nahuel Huapi y Esmeralda (Turín, 1934)
- Aspetti geomorfologici della Cordigliera Patagonica Australe (Turín, 1939)
- Ascensión al Monte San Lorenzo. Excursión a la región del Baker (Buenos Aires, 1945) *Don Bosco geógrafo (traducida al castellano, en Bollettino Salesiano, enero de 1960)
- Guía turística de Magallanes y canales fueguinos (1946)
- Guía turística de los lagos australes argentinos y Tierra del Fuego ((Buenos Aires, 1945).

Murió en Turín, el 25 de diciembre de 1960.